# XIV. Fliegerkorps
Das XIV. Fliegerkorps war ein Großverband der Luftwaffe der Wehrmacht im Zweiten Weltkrieg.

## Geschichte
Das XIV. Fliegerkorps wurde am 30. April 1943 in Tutow für die Führung der Transportfliegerverbände gebildet. Immer wenn Schwerpunkte zur Luftversorgung oder Evakuierung gebildet wurden, unterstützte das Korps die örtlichen Transportfliegerkräfte. Bei der Räumung des Kubanbrückenkopfes im September/Oktober 1943 flogen Transportflugzeuge des Korps 1386 Einsätze um 18.697 Soldaten und 1156 t Materiel über die Straße von Kertsch auf die Krim zu bringen. Fast zur gleichen Zeit fielen 1580 Einsätze bei der Räumung der besetzten französischen Mittelmeerinsel Korsika an, bei der 23.192 Soldaten und 618 t Materiel ausgeflogen wurden. Ab Februar 1944 zog der Stab in das Schloss Putbus auf Rügen um. Am 29. August 1944 wurde das Korps in die Dienststelle des Generals der Transportflieger umbenannt.

## Personen

### Kommandierender General
| Dienstgrad          | Name           | Datum                              |
| ------------------- | -------------- | ---------------------------------- |
| General der Flieger | Joachim Coeler | 30. April 1943 bis 29. August 1944 |

### Chef des Stabes
| Dienstgrad | Name             | Datum                             |
| ---------- | ---------------- | --------------------------------- |
| Major      | Walter Junghanns | 15. Mai 1943 bis 16. Juni 1944    |
| Oberst     | Martin Mettig    | 16. Juni 1944 bis 29. August 1944 |